# جان اورت میلی
سِر جان اِوِرِت میلِی (انگلیسی: John Everett Millais; ۸ ژوئن ۱۸۲۹ – ۱۳ اوت ۱۸۹۶) نقاش و تصویرگر اهل بریتانیا و از بنیان‌گذاران انجمن برادری پیشارافائلی بود.
از آثار برجسته‌اش می‌توان اوفلیا را نام برد.

## نگارخانه

دختر نابینا بین ۱۸۵۴-۱۸۵۶ م. موزه و نگارخانه هنر بیرمنگام
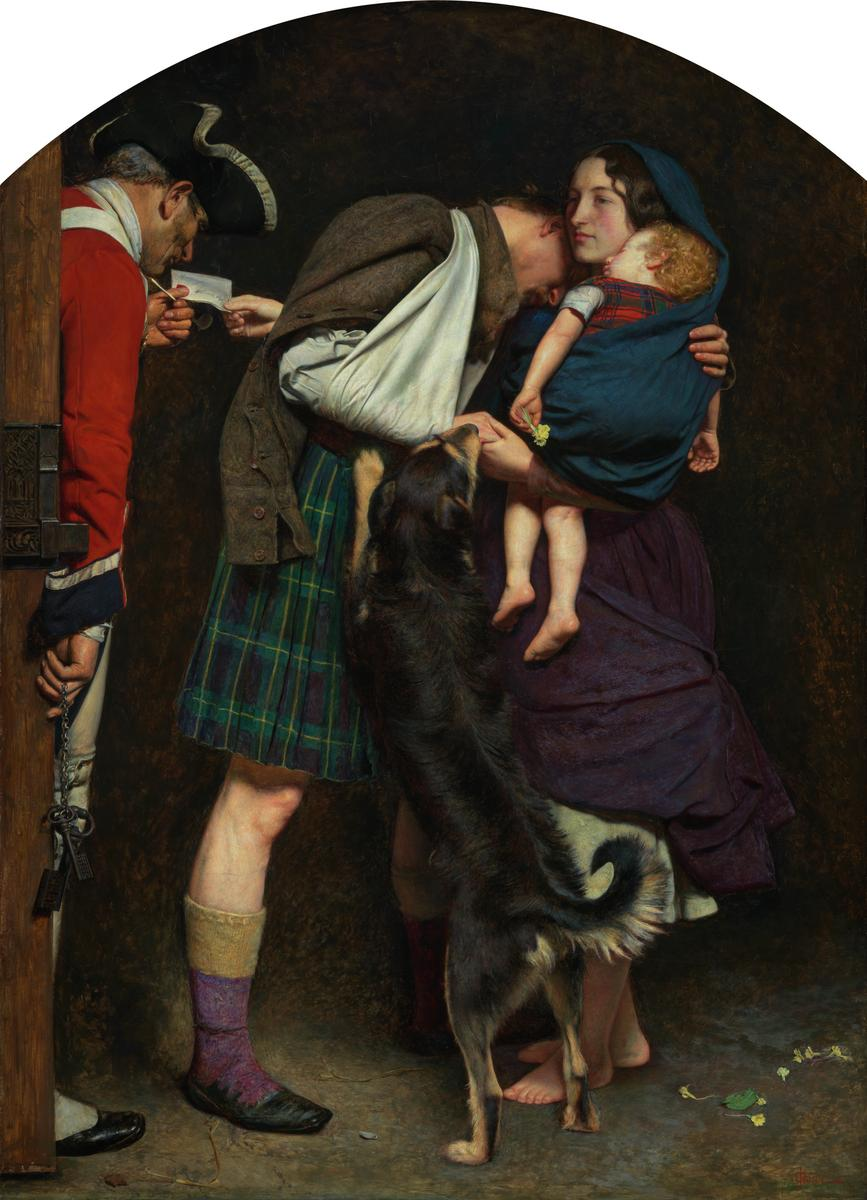
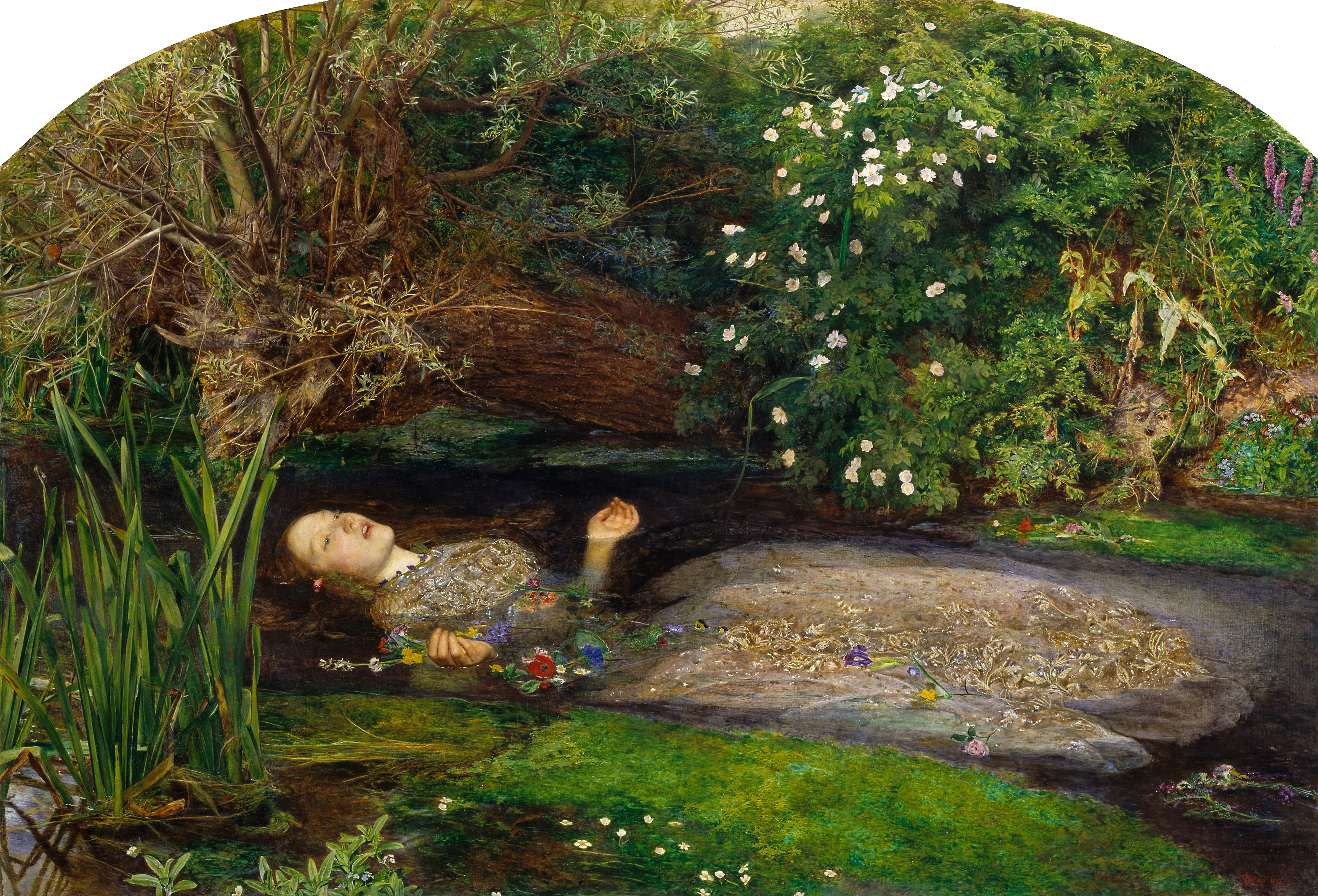
اوفلیا
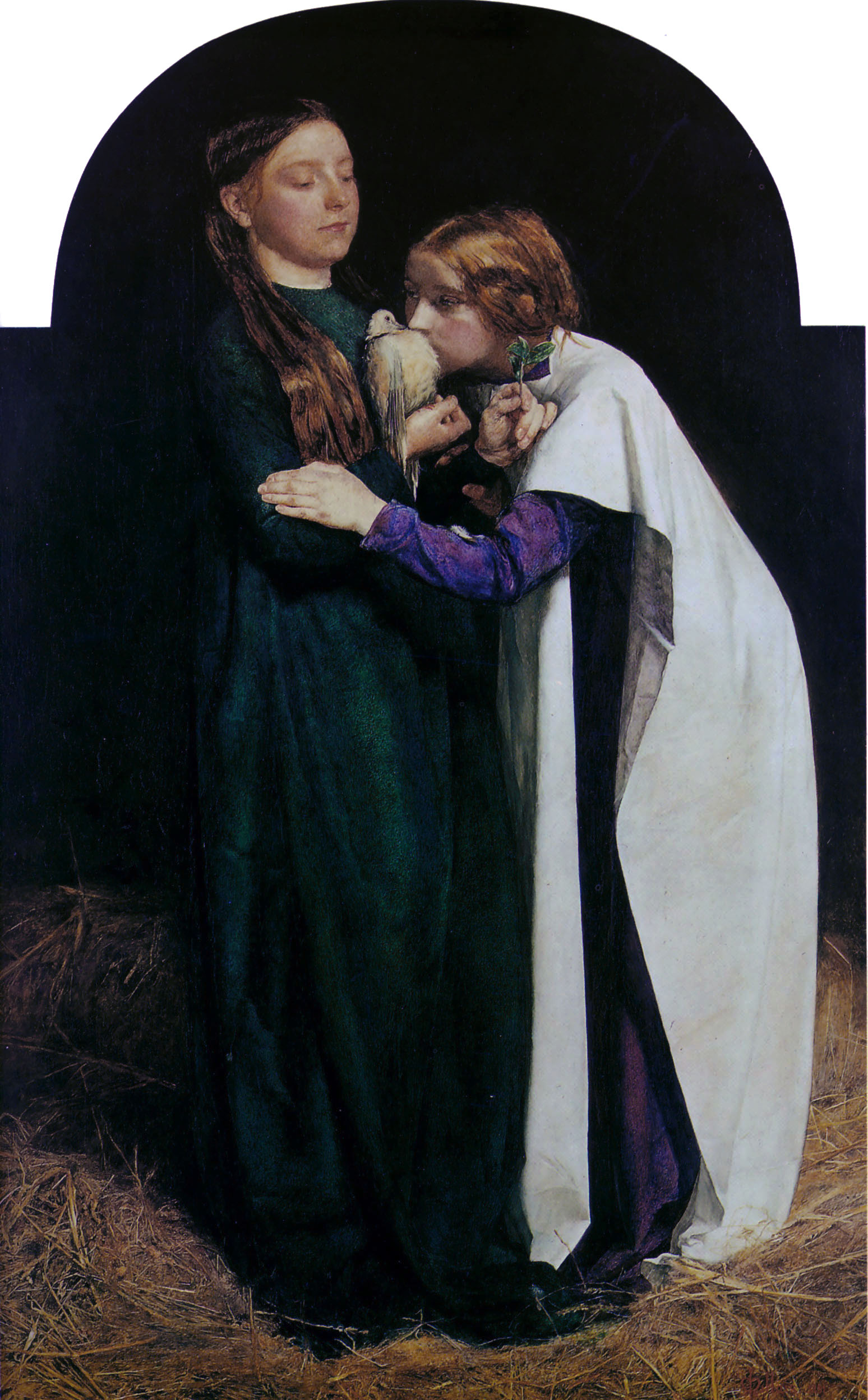
حوالی ۱۸۵۱ م.
تیت بریتانیا